# Saša Rašilov (ur. 1972)
Saša Rašilov (wł. Alexandr Rašilov; ur. 26 lipca 1972 w Pradze) – czeski aktor.

## Życiorys
Kształcił się w praskim konserwatorium na wydziale muzyczno-dramatycznym, następnie ukończył DAMU. Jeszcze w trakcie studiów występował w teatrze Studio Gag. Od 1994 roku był związany z praskim teatrem miejskim Divadlo Komedie. W 2002 roku dołączył do zespołu Teatru Narodowego w Pradze. Oprócz tego występuje gościnnie na innych scenach.

## Wybrana filmografia
- Bigbeatowe lato (1993)
- Samotni (2000)
- Mężczyzna idealny (2005)
- Rodinná pouta (serial telewizyjny, 2006)
- ROMing (2007)
- Velmi křehké vztahy (serial telewizyjny, 2007–2009)
- Hranaři (2011)